# Caiac canoe la Jocurile Olimpice de vară din 2020 - C-2 1000 m masculin
Proba masculină de canoe C-2 1000 de metri de la Jocurile Olimpice de vară din 2020 a avut loc în perioada 2-3 august 2021 pe Sea Forest Waterway. 
La această probă au participat 28 sportivi. Dintre aceștia, 9 vor fi selectați în urma Campionatului Mondial din 2019. Locurile rămase vor fi acordate în după calificările regionale.

## Program
Orele sunt ora Japoniei (UTC+9) 
| Data                 | Timp | Etapă                         |
| -------------------- | ---- | ----------------------------- |
| Luni, 2 august 2021  | 9:30 | Calificări Sferturi de finală |
| Marți, 3 august 2021 | 9:30 | Semifinale Finala             |

## Rezultate

### Calificări
Primii doi clasați din fiecare serie se califică în semifinale, iar ceilalți se califică pentru sferturile de finală.

#### Seria 1
| Loc | Culoar | Canotor                              | Țară      | Timp     | Note |
| --- | ------ | ------------------------------------ | --------- | -------- | ---- |
| 1   | 6      | Liu Hao Zheng Pengfei                | China     | 3:37,783 | SE   |
| 2   | 5      | Serguey Torres Fernando Jorge        | Cuba      | 3:39,028 | SE   |
| 2   | 4      | Jacky Godmann Isaquias Queiroz       | Brazilia  | 3:48,378 | SF   |
| 4   | 1      | Sergey Yemelyanov Timofey Yemelyanov | Kazahstan | 3:49,079 | SF   |
| 5   | 7      | Roland Varga Connor Fitzpatrick      | Canada    | 3:49,263 | SF   |
| 6   | 3      | Wiktor Głazunow Tomasz Barniak       | Polonia   | 3:49,956 | SF   |
| 7   | 2      | Balázs Adolf Dániel Fejes            | Ungaria   | 3:53,964 | SF   |

#### Seria 2
| Loc | Culoar | Canotor                                            | Țară                 | Timp     | Note |
| --- | ------ | -------------------------------------------------- | -------------------- | -------- | ---- |
| 1   | 5      | Sebastian Brendel Tim Hecker                       | Germania             | 3:42,774 | SE   |
| 2   | 7      | Cayetano García Pablo Martínez                     | Spania               | 3:44,947 | SE   |
| 3   | 3      | Petr Fuksa Martin Fuksa                            | Cehia                | 3:53,056 | SF   |
| 4   | 4      | Viktor Melantyev Vladislav Chebotar                | COR                  | 4:00,218 | SF   |
| 5   | 2      | Cătălin Chirilă Victor Mihalachi                   | România              | 4:00,459 | SF   |
| 6   | 6      | Pavlo Altukhov Dmytro Ianchuk                      | Ucraina              | 4:06,089 | SF   |
| 7   | 1      | Buly Da Conceição Triste Roque Fernandes dos Ramos | São Tomé și Príncipe | 4:34,880 | SF   |

### Sferturi de finală
Primii trei clasați din fiecare serie se califică în semifinale, iar ceilalți se califică pentru Finala B.

#### Sferturi de finală 1
| Loc | Culoar | Canotor                             | Țară     | Timp     | Note |
| --- | ------ | ----------------------------------- | -------- | -------- | ---- |
| 1   | 5      | Jacky Godmann Isaquias Queiroz      | Brazilia | 3:48,611 | SE   |
| 2   | 2      | Pavlo Altukhov Dmytro Ianchuk       | Ucraina  | 3:49,356 | SE   |
| 3   | 3      | Cătălin Chirilă Victor Mihalachi    | România  | 3:51,565 | SE   |
| 4   | 6      | Balázs Adolf Dániel Fejes           | Ungaria  | 3:53,559 | FB   |
| 5   | 4      | Viktor Melantyev Vladislav Chebotar | COR      | 4:09,956 | FB   |

#### Sferturi de finală 2
| Loc | Culoar | Canotor                                            | Țară                 | Timp     | Note |
| --- | ------ | -------------------------------------------------- | -------------------- | -------- | ---- |
| 1   | 6      | Wiktor Głazunow Tomasz Barniak                     | Polonia              | 3:49,770 | SE   |
| 2   | 5      | Petr Fuksa Martin Fuksa                            | Cehia                | 3:50,635 | SE   |
| 3   | 3      | Roland Varga Connor Fitzpatrick                    | Canada               | 3:50,768 | SE   |
| 4   | 4      | Sergey Yemelyanov Timofey Yemelyanov               | Kazahstan            | 3:55,157 | FB   |
| 5   | 2      | Buly Da Conceição Triste Roque Fernandes dos Ramos | São Tomé și Príncipe | 4:44,055 | FB   |

### Semifinale
Primii patru clasați din fiecare serie se califică în Finala A, iar ceilalți se califică pentru Finala B.

#### Semifinala 1
| Loc | Culoar | Canotor                          | Țară    | Timp     | Note |
| --- | ------ | -------------------------------- | ------- | -------- | ---- |
| 1   | 4      | Liu Hao Zheng Pengfei            | China   | 3:27,023 | FA   |
| 2   | 2      | Cătălin Chirilă Victor Mihalachi | România | 3:27,399 | FA   |
| 3   | 3      | Wiktor Głazunow Tomasz Barniak   | Polonia | 3:28,282 | FA   |
| 4   | 5      | Cayetano García Pablo Martínez   | Spania  | 3:28,594 | FA   |
| 5   | 6      | Pavlo Altukhov Dmytro Ianchuk    | Ucraina | 3:28,775 | FB   |

#### Semifinala 2
| Loc | Culoar | Canotor                         | Țară     | Timp     | Note |
| --- | ------ | ------------------------------- | -------- | -------- | ---- |
| 1   | 4      | Sebastian Brendel Tim Hecker    | Germania | 3:26,812 | FA   |
| 2   | 5      | Serguey Torres Fernando Jorge   | Cuba     | 3:27,102 | FA   |
| 3   | 2      | Roland Varga Connor Fitzpatrick | Canada   | 3:27,145 | FA   |
| 4   | 3      | Jacky Godmann Isaquias Queiroz  | Brazilia | 3:27,167 | FA   |
| 5   | 6      | Petr Fuksa Martin Fuksa         | Cehia    | 3:28,927 | FB   |

### Finale

#### Finala B
| Loc | Culoar | Canotor                                            | Țară                 | Timp     | Note |
| --- | ------ | -------------------------------------------------- | -------------------- | -------- | ---- |
| 9   | 2      | Viktor Melantyev Vladislav Chebotar                | COR                  | 3:30,406 |      |
| 10  | 4      | Petr Fuksa Martin Fuksa                            | Cehia                | 3:31,240 |      |
| 11  | 6      | Balázs Adolf Dániel Fejes                          | Ungaria              | 3:32,076 |      |
| 12  | 3      | Sergey Yemelyanov Timofey Yemelyanov               | Kazahstan            | 3:32,873 |      |
| 13  | 5      | Pavlo Altukhov Dmytro Ianchuk                      | Ucraina              | 3:33,330 |      |
| 14  | 7      | Buly Da Conceição Triste Roque Fernandes Dos Ramos | São Tomé și Príncipe | 4:12,075 |      |

#### Finala A
| Loc | Culoar | Canotor                          | Țară     | Timp     | Note |
| --- | ------ | -------------------------------- | -------- | -------- | ---- |
| 1   | 6      | Serguey Torres Fernando Jorge    | Cuba     | 3:24,995 |      |
| 2   | 5      | Liu Hao Zheng Pengfei            | China    | 3:25,198 |      |
| 3   | 4      | Sebastian Brendel Tim Hecker     | Germania | 3:25,615 |      |
| 4   | 8      | Jacky Godmann Isaquias Queiroz   | Brazilia | 3:27,603 |      |
| 5   | 3      | Cătălin Chirilă Victor Mihalachi | România  | 3:29,285 |      |
| 6   | 2      | Roland Varga Connor Fitzpatrick  | Canada   | 3:30,157 |      |
| 7   | 7      | Wiktor Głazunow Tomasz Barniak   | Polonia  | 3:32,317 |      |
| 8   | 1      | Cayetano García Pablo Martínez   | Spania   | 3:41,572 |      |